# Futebol na Dinamarca

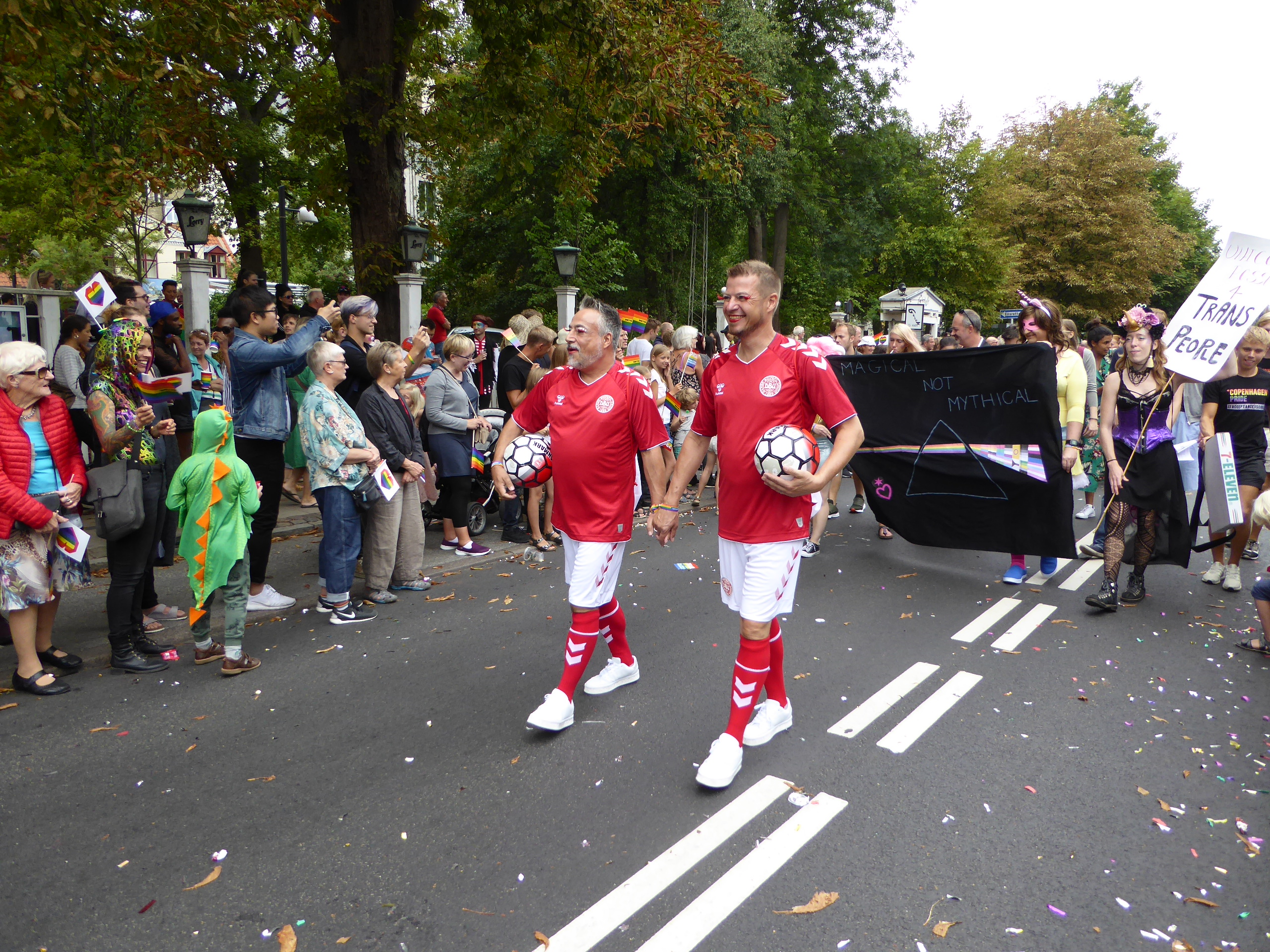
Copenhagen Pride Parade em Allégade em Frederiksberg em Copenhague.

O futebol é o esporte nacional na Dinamarca, o jogo foi introduzido por navegadores britânicos no século XIX. O esporte é organizado no país pela Federação Dinamarquesa de Futebol.

## Ligas e Taças
As quatro primeiras divisões, são organizadas pela federação, enquanto dá 5° até a 11° são regionalizadas. Além da liga, as copas nacionais também fazem parte da temporada, em sistema eliminatório, ambos dando acesso para as competições europeias.

## Internacional
A Seleção Dinamarquesa de Futebol, representa o país em competições internacionais.